# Franciszek Maśluszczak
Franciszek Maśluszczak (ur. 21 stycznia 1948 w Kotlicach) – polski artysta malarz, rysownik, grafik.
Jest absolwentem Liceum Plastycznego w Zamościu (1968 r.) i ASP w Warszawie. Dyplom artysty sztuk pięknych uzyskał w 1974 r. w pracowni grafiki pod kierunkiem prof. Juliana Pałki. Największy wpływ na edukację artysty wywarł prof. Janusz Strzałecki.
Brał udział w kilkudziesięciu wystawach indywidualnych i zbiorowych w kraju i za granicą. Jego obrazy olejne, grafiki i rysunki znalazły swoje miejsce w zbiorach muzealnych w kraju i kolekcjach prywatnych. Autor ilustracji książek dla dorosłych i dla dzieci.
Projektuje okładki, wydawnictwa i plakaty. jego prace zamieszczane są w różnych tytułach codziennej prasy polskiej. Od 1995 roku współpracuje z redakcją dziennika „Rzeczpospolita”.
Jego losy opisała Hanna Krall w opowiadaniu „Malarnia z o.o.” umieszczonym w książce „Taniec na cudzym weselu”. Laureat Nagrody Miasta Stołecznego Warszawy za całokształt twórczości. Członek ZPAP i Rady programowej Związku.

## Odznaczenia i wyróżnienia
- Złoty Krzyż Zasługi (2025)[1]
- Nagroda im. Brata Alberta w Rzeszowie
- Nagroda Aukcji Wielkiego Serca w Krakowie (2004)
- Nagroda Miasta Stołecznego Warszawy (2006)[2]

## Filmografia

### jako główna postać
- 1999 – „Światy Franciszka Maśluszczaka” reżyseria Hanna Kramarczuk
- 2001 – „Malowane miasto” produkcja TVP, realizacja Jakub Nowak
- 2008 – „Jezus na Ursynowie” reżyseria Agnieszka Gomułka

## Premio Europeo di Letteratura
Maśluszczak jest jedną z postaci cyklu filmowego o polskich grafikach i ilustratorach, odcinek nosi tytuł „Premio Europeo di Letteratura – Franciszek Maśluszczak”, cykl powstał w 2009, realizacja Robert Laus.